# 沈泌娘

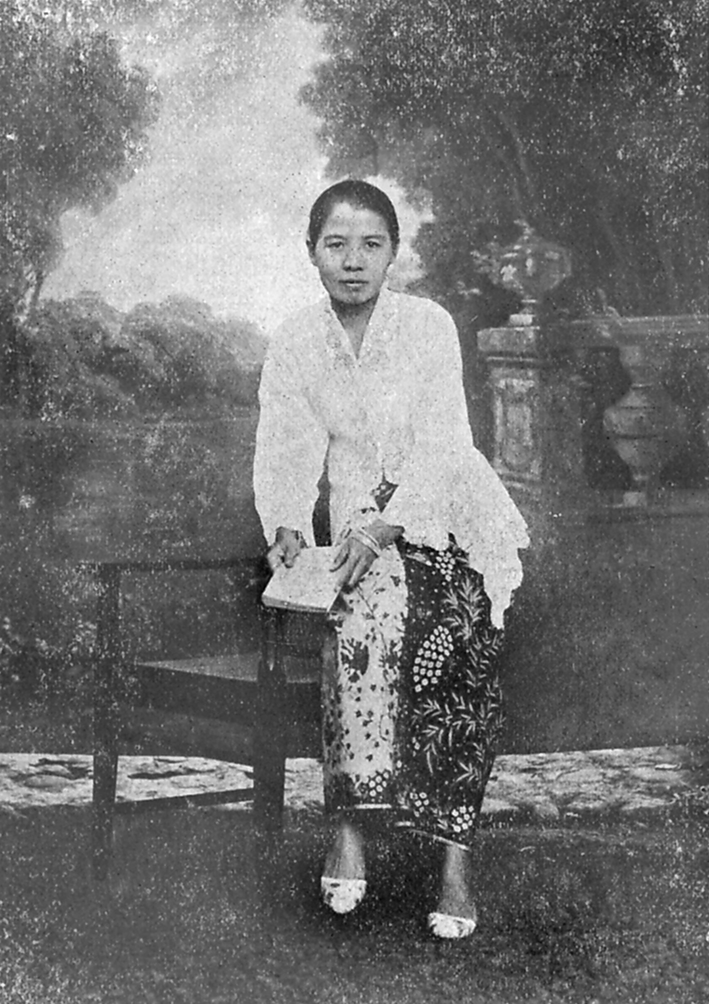
沈泌娘，摄于1930年前后

沈泌娘（1907-1986）是一位活跃于20世纪20年代至30年代的荷属东印度群岛印度尼西亚语作家、杂志编辑、记者和妇女权利倡导者，笔名为Hong Le Hoa。

## 生平
沈泌娘于1907年出生于荷属东印度群岛中爪哇省普巴林加的一个土生华人家庭。，就读于当地的伯特利教会学校。 十五岁毕业后，她创办了平民女子会（英語：Association for Women Masses）。
20世纪20年代末，沈泌娘搬往中爪哇省Banyumas摄政区，并开始于《自由》和郭德懷主编的《全景》两杂志中发表文章。其中，沈泌娘还在《全景》担任助理编辑一职。她的作品鼓励女性通过写作来提升其他女性的文学素养，并主张女性实现自我解放。
1928年8月，沈泌娘成为在蘇加武眉出版的印度尼西亚语杂志《印尼华裔妇女联合会之声》的主编。该杂志是该联合会的主要发声渠道，由来自爪哇各地的土生华人妇女运营。由于该杂志免费发行且没有收到过外部投资，所以篇幅普遍很短，通常每刊总共不到两页。尽管如此，该杂志仍被认为是印度尼西亚首个马来语中文女权杂志。根据当时的评论，该杂志描述了联合会的业务的同时，还包括教育、家庭生活和文学版块。
1930年，沈泌娘嫁给了商人Liauw Seng Toh并继续在苏家武眉生活。在之后的数年里，她还为杂志撰稿，但由于需要抚养孩子，她的写作活动已经逐渐减少。第二次世界大战日占期间，她丢失了很多她以前出版物的收藏。之后不久，沈泌娘完全退出了写作，转而在苏家武眉经营一家商店。1986年，沈泌娘在苏家武眉去世。